# Список антиутопічних творів
Це перелік творів, що віднесені до жанру «антиутопія», різновиду літератури, який за стилем протилежний утопії. Антиутопія в самому смислі — це критичне зображення державної системи, яка пішла проти принципів справжнього гуманізму. В антиутопії виражений протест проти насильства, абсурдного існуючого устрою, безправного становища особистості. Автори антиутопій, спираючись на аналіз реальних суспільних процесів, за допомогою фантастики намагалися передбачити їх розвиток в майбутньому, попередити тим самим про небезпечні наслідки існуючого порядку.

### XVIII століття
- Мандри Гулівера (англ. "Gulliver's Travels") (1726) / Джонатан Свіфт

### XIX століття
- Остання людина[en] (англ. "The Last Man") (1826) / Мері Шеллі
- Трагедія людини[hu] (угор. "Az ember tragédiája") (1862) / Імре Мадач
- Париж двадцятого століття (фр. "Paris au XXe siècle") (1863) / Жуль Верн
- Записки з підпілля (рос. "Записки из подполья") (1864) / Федір Достоєвський
- Історія одного міста[ru] (рос. "История одного города") (1870) / Михайло Салтиков-Щедрін
- Вріл, потуга прийдешньої раси[en] (англ. "Vril, the Power of the Coming Race") (1871) / Едвард Булвер-Літтон
- Идукін, або за межею (англ. "Erewhon") (1872) / Семюель Батлер
- П'ятсот мільйонів Бегуми (фр. "The Begum's Fortune") (1879) / Жуль Верн
- Встановлений період (англ. "The Fixed Period") (1882) / Ентоні Троллоп
- Республіка майбутнього (англ. "The Republic of the Future") (1887) / Анна Боуман Додд[en]
- Внутрішній дім[en] (англ. "The Inner House") (1888) / Волтер Безант[en]
- Колона Цезаря (англ. "Caesar's Column") (1890) / Ігнатіус Доннелі
- Картини соціалістичного майбутнього[en] (англ. "Pictures of the Socialistic Future") (1891) / Євгеній Ріхтер[en]
- Відновлювач репутацій[en] (англ. "The Repairer of Reputations") (1895) / Роберт Вільям Чемберс
- Машина часу (англ. "The Time Machine") (1895) / Герберт Веллс
- Коли Сплячий прокинеться (англ. "When The Sleeper Wakes") (1899) / Герберт Веллс

### XX століття

#### 1900-ті роки
- Перші люди на Місяці (англ. "The First Men in the Moon") (1901) / Герберт Веллс
- Пурпурова хмара (англ. "The Purple Cloud") (1901) / Метью Шиль
- Місячна трилогія (пол. "Trylogia Księżycowa") (1901—1911) / Єжи Жулавський
- Залізна п'ята (англ. "The Iron Heel") (1908) / Джек Лондон
- Володар світу (англ. "Lord of the World") (1908) / Роберт Г'ю Бенсон
- Машина зупиняється[en] (англ. "The Machine Stops") (1909) / Едвард Морган Форстер

#### 1910-ті роки
- Нічна земля[en] (англ. "The Night Land") (1912) / Вільям Гоуп Годжсон
- Коли прийшов Вільям[en] (англ. "When William Came") (1913) / Гектор Г'ю Манро під псевдонімом "Сакі"
- Голови Цербера (англ. "The Heads of Cerberus") (1919) / Гертруда Барроуз Беннетт  під псевдонімом "Френсіс Стівенс"

#### 1920-ті роки
- Р.У.Р. (чеськ. "R.U.R. Rossumovi Univerzální Roboti") (1921) / Карел Чапек
- Ми (рос. "Мы") (1921) / Євгеній Зам'ятін
- Місто світла (пол. "Miasto światłości") (1924) / Мечислав Смолярський
- Процес (нім. "Der Process") (1925) / Франц Кафка

#### 1930-ті роки
- Котлован (рос. "Котлован") (1930) / Андрій Платонов
- Прекрасний новий світ (англ. "Brave New World") (1932) / Олдос Гакслі
- Нотатки про котяче місто (кит.: "猫城记") (1932/1933) / Лао Ше
- У нас це неможливо (англ. "It Can't Happen Here") (1935) / Сінклер Льюїс
- Війна з саламандрами (чеськ. "Válka s Mloky") (1936) / Карел Чапек
- Ніч свастики (англ. "Swastika Night") (1937) / Кетрін Бурдекін під псевдонімом "Мюррей Костянтин"
- Гімн (англ. "Anthem") (1938) / Айн Ренд
- Запрошення на страту[ru] (рос. "Приглашение на казнь") (1938) / Володимир Набоков

#### 1940-ві роки
- Ніч ополудні (англ. "Darkness at Noon") (1940) / Артур Кестлер
- Якщо це триватиме (англ. "If This Goes On") (1940) / Роберт Гайнлайн
- Каллокаїн (англ. "Kallocain") (1940) / Карін Боє
- Місяць зайшов[en] (англ. "The Moon Is Down") (1942) / Джон Стейнбек
- Колгосп тварин (англ. "Animal Farm") (1945) / Джордж Орвелл
- Мерзенна сила (англ. "That Hideous Strength") (1945) / Клайв Стейплз Льюїс
- Під знаком незаконнонароджених[en] (англ. "Bend Sinister") (1947) / Володимир Набоков
- Мавпа та сутність (англ. "Ape and Essence") (1948) / Олдос Гакслі
- Світ Нуль-А (англ. "The World of Null-A") (1948) / Альфред ван Вогт
- 1984 (англ. "Nineteen Eighty-Four") (1949) / Джордж Орвелл
- Деякий час ніколи: Байка для суперменів[en] (англ. "Some Time Never: A Fable for Supermen") (1948) / Роальд Дал
- Мир в наш час[en] (англ. "Peace In Our Time") (1947) / Ноел Ковард
- Геліополіс (нім. "Heliopolis") (1949) / Ернст Юнгер

#### 1950-ті роки
- Механічне піаніно (англ. "Player Piano") (1952) / Курт Воннеґут
- 451 градус за Фаренгейтом (англ. "Fahrenheit 451") (1953) / Рей Бредбері
- Любов серед руїн[en] (англ. "Love Among the Ruins") (1953) / Івлін Во
- Один (англ. "One") (1953) / Девід Карп
- Торговці космосом (англ. "The Space Merchants") (1953) / Фредерик Пол та Сиріл Корнблас
- Сталеві печери (англ. "The Caves of Steel") (1954) / Айзек Азімов
- Володар мух (англ. "Lord of the Flies") (1954) / Вільям Ґолдінґ
- Переродження (англ. "The Chrysalids") (1955) / Джон Віндем
- Місто та зірки (англ. "The City and the Stars") (1956) / Артур Кларк
- Звіт меншості (англ. "Minority Report") (1956) / Філіп Дік
- Світ, створений Джонсом[en] (англ. "The World Jones Made") (1956) / Філіп Дік
- Атлант розправив плечі (англ. "Atlas Shrugged") (1957) / Айн Ренд
- Оголене сонце (англ. "The Naked Sun") (1957) / Айзек Азімов
- Повстання меритократії[en] (англ. "The Rise of the Meritocracy") (1958) / Майкл Янг
- Бувай, Вавилоне (англ. "Alas, Babylon") (1959) / Пет Френк
- Кантика за Лейбовіцем (англ. "A Canticle for Leibowitz") (1959) / Волтер Міллер-молодший
- Місяць зайшов[en] (англ. "The Sound of His Horn") (1952) / Сарбан

#### 1960-ті роки
- Доктор Ф'ючерс[en] (англ. "Dr. Futurity") (1960) / Філіп Дік
- Обличчя справедливості[en] (англ. "Facial Justice") (1960) / Леслі Поулз Гартлі[en]
- Молот Вулкана (англ. "Vulcan's Hammer") (1960) / Філіп Дік
- Гаррісон Бержерон (англ. "Harrison Bergeron") (1961) / Курт Воннеґут
- Повернення з зірок (пол. "Powrót z gwiazd") (1961) / Станіслав Лем
- Старий в зоопарку[en] (англ. "The Old Men at the Zoo") (1961) / Енгус Вілсон[en]
- Механічний апельсин (англ. "A Clockwork Orange") (1962) / Ентоні Берджес
- Людина у високому замку (англ. "The Man in the High Castle") (1962) / Філіп Дік
- Бажане сім'я (англ. "The Wanting Seed") (1962) / Ентоні Берджес
- Гравці Титану (англ. "The Game-Players of Titan") (1963) / Філіп Дік
- Планета мавп (англ. "Planet of the Apes") (1963) / П'єр Буль
- Вільні володіння Фарнхема (англ. "Farnham's Freehold") (1964) / Роберт Гайнлайн
- Нова Експрес (англ. "Nova Express") (1964) / Вільям Барроуз
- Передостання правда (англ. "The Penultimate Truth") (1964) / Філіп Дік
- Три стигмати Палмера Елдритча (англ. "The Three Stigmata of Palmer Eldritch") (1964) / Філіп Дік
- «Покайся, Арлекіне!» — скрикнув Цокотун (англ. "Repent, Harlequin! Said the Ticktockman") (1965) / Гарлан Еллісон
- Тріщина в космосі[en] (англ. "The Crack in Space") (1966) / Філіп Дік
- Володар снів (англ. "The Dream Master") (1966) / Роджер Желязни
- Посуньтесь! Посуньтесь! (англ. "Make Room! Make Room!") (1966) / Гаррі Гаррісон
- Тепер чекай минулого року (англ. "Now Wait for Last Year") (1966) / Філіп Дік
- Я не маю рота, але мушу кричати (англ. "I Have No Mouth, and I Must Scream") (1967) / Гарлан Еллісон
- Втеча Лоґана (англ. "Logan's Run") (1967) / Вільям Ф. Нолан та Джордж Клейтон Джонсон
- Часові хоппери[en] (англ. "The Time Hoppers") (1967) / Роберт Сілверберг
- Білі гори (англ. "The White Mountains") (1967) / Джон Крістофер
- Навіщо кликати їх назад з небес? (англ. "Why Call Them Back from Heaven?") (1967) / Кліффорд Сімак
- Дуже приватне життя[en] (англ. "A Very Private Life") (1968) / Майкл Фрейн[en]
- Концтабір (англ. "Camp Concentration") (1968) / Томас Діш
- Місто золота та свинцю[en] (англ. "The City of Gold and Lead") (1968) / Джон Крістофер
- Чи мріють андроїди про електричних овець? (англ. "Do Androids Dream of Electric Sheep?") (1968) / Філіп Дік
- Вогняний басейн[en] (англ. "The Pool of Fire") (1968) / Джон Крістофер
- Стояти на Занзібарі (англ. "Stand on Zanzibar") (1968) / Джон Браннер
- Синтезадоволення (англ. "Synthajoy") (1968) / Дейвід Гай Комптон
- Зазублена орбіта (англ. "The Jagged Orbit") (1969) / Джон Браннер

#### 1970-ті роки
- Наші друзі з Фролікса 8[en] (англ. "Our Friends from Frolix 8") (1970) / Філіп Дік
- Цей ідеальний день (англ. "This Perfect Day") (1970) / Айра Левін
- Вартові[en] (англ. "The Guardians") (1970) / Джон Крістофер
- Лоракс (англ. "The Lorax") (1971) / Доктор Сьюз
- Різець небесний[en] (англ. "The Lathe of Heaven") (1971) / Урсула Ле Гуїн
- Лос-Анджелес 2017 року[en] (англ. "Los Angeles: AD 2017") (1971) / Філіп Вайлі
- Світ зсередини (англ. "The World Inside") (1971) / Роберт Сілверберг
- 334 (англ. "334") (1972) / Томас Діш
- Поглянули агнці вгору (англ. "The Sheep Look Up") (1972) / Джон Браннер
- Залізна мрія (англ. "The Iron Dream") (1972) / Нормен Спінред
- Табір святих (фр. "Le Camp des Saints") (1973) / Жан Распейль[en]
- Остаточне рішення[en] (англ. "The Ultimate Solution") (1973) / Ерік Нурден
- Знедолені (англ. "The Dispossessed") (1974) / Урсула Ле Гуїн
- Лийтеся, сльози, сказав полісмен (англ. "Flow My Tears, the Policeman Said") (1974) / Філіп Дік
- Прогулянка на край світу  (англ. "Walk to the End of the World") (1974) / Сюзі Маккі Чарнас
- Нескінченна війна (англ. "The Forever War") (1975) / Джо Голдеман
- Дівчина, яка володіла містом[en] (англ. "The Girl Who Owned a City") (1975) / О. Т. Нельсон
- Висотка (англ. "High-Rise") (1975) / Джеймс Баллард
- Вершник на хвилі шоку[en] (англ. "The Shockwave Rider") (1975) / Джон Браннер
- Не кусай Сонце[en] (англ. "Don't Bite the Sun") (1976) / Теніт Лі
- Жінка на краю часу (англ. "Woman on the Edge of Time") (1976) / Мардж Пірсі
- Темна Вежа (англ. "The Dark Tower") (1977) / Стівен Кінг
- Затьмарення (англ. "A Scanner Darkly") (1977) / Філіп Дік
- Око чаплі (англ. "The Eye of the Heron") (1978) / Урсула Ле Гуїн
- СС—ВБ[en] (англ. "SS-GB") (1978) / Лен Дейтон[en]
- Протистояння (англ. "The Stand") (1978) / Стівен Кінг
- 1985 (англ. "1985") (1978) / Ентоні Берджес
- Щоденники Тернера (англ. "The Turner Diaries") (1978) / Вільям Лютер Пірс під псевдонімом "Ендрю Макдональд"
- Поряд з ніччю[en] (англ. "Alongside Night") (1979) / Джозеф Ніл Шульман[en]
- Тривала прогулянка (англ. "The Long Walk") (1979) / Стівен Кінг під псевдонімом "Річард Бахман"

#### 1980-ті роки
- Пересмішник (англ. "Mockingbird ") (1980) / Волтер Тівіс
- Ходак Ріддлі (англ. "Riddley Walker") (1980) / Рассел Хобан
- Ланарк: Життя в чотирьох книгах[en] (англ. "Lanark: A Life in Four Books") (1981) / Аласдер Ґрей
- Межа пекла (англ. "Limes inferior") (1982) / Януш Зайдель
- Людина, що біжить (англ. "The Running Man") (1982) / Стівен Кінг під псевдонімом Річард Бахман
- Дорога до Ейн Харода[en] (івр. "HaDerekh LeEin Harod") (1984) / Амос Кенан
- Рай (пол. "Paradyzja") (1984) / Януш Зайдель
- Кіберпростір (англ. "Sprawl trilogy: Neuromancer") (1984) / Вільям Гібсон
- Світ одного дня[en] (англ. "Dayworld") (1985) / Філіп Хосе Фармер
- Оповідь служниці (англ. "The Handmaid's Tale") (1985) / Маргарет Етвуд
- У Країні останніх речей[en] (англ. "In the Country of Last Things") (1985) / Пол Остер
- Москва 2042 (рос. "Москва 2042") (1986) / Войнович Володимир Миколайович
- Скло моря[en] (англ. "Sea of Glass") (1986) / Баррі Брукс Лонґ'єр
- Хроніки Оберньютина[en] (англ. "Obernewtyn Chronicles") (1987–2008) / Ізабель Кармоді[en]
- Панування (англ. "The Domination") (1988) / Стівен Стірлінг[en]
- Коли прийшли триподи[en] (англ. "When the Tripods Came") (1988) / Джон Крістофер
- Операція «Протей»[en] (англ. "The Proteus Operation") (1985) / Джеймс П. Хоґан[en]
- Поділ (англ. "The Divide") (1980) / Вільям Овергард[en]
- Гаррі Гаррісон#Цикл До Зірок (To the Stars) (англ. "To the Stars") (trilogy) / Гаррі Гаррісон

#### 1990-ті роки
- Зіткнення орлів[en] (англ. "Clash of Eagles") (1990) / Лео Рутман[en]
- Темрява поза зірками[en] (англ. "The Dark Beyond the Stars") (1991) / Френк М. Робінсон
- Таймвурм: Вихід[en] (англ. "Timewyrm: Exodus") (1991) / Терренс Дікс[en]
- Війна 2020 року[en] (англ. "The War in 2020") (1991) / Ральф Пітерс[en]
- Дитя людини[en] (англ. "The Children of Men") (1992) / Філліс Дороті Джеймс
- Фатерлянд (англ. "Fatherland") (1992) / Роберт Гарріс
- Снігопад (англ. "Snow Crash") (1992) / Ніл Стівенсон
- Притча про сіяча (англ. "Parable of the Sower") (1993) / Октавія Батлер
- Віртуальне світло (англ. "Virtual Light") (1993) / Вільям Гібсон
- Вірт (англ. "Vurt") (1993) / Джефф Нун
- Хранитель (англ. "The Giver") (1993) / Лоїс Лоурі
- Поліція пам’яті[en] (яп. "密やかな結晶") (1994) / Йоко Огава[en]
- Діамантовий вік, або абетка для шляхетних дівчат (англ. "The Diamond Age, or A Young Lady's Illustrated Primer") (1994) / Ніл Стівенсон
- Пістолет із випадковою музикою[en] (англ. "Gun, with Occasional Music") (1994) / Джонатан Летем
- Амнезія Муна (англ. "Amnesia Moon") (1995) / Джонатан Летем
- '48 (англ. "'48") (1996) / Джеймс Герберт
- Атака в лісі Полсе[sv] (швед. "Attentatet i Pålsjö skog") (1996) / Ганс Альфредсон[en]
- Нескінченний жарт (англ. "Infinite Jest") (1996) / Девід Фостер Воллес
- Діти Шейда[en] (англ. "Shade's Children") (1997) / Ґарт Нікс
- Серед прихованих[en] (англ. "Among the Hidden") (1998) / Маргарет Петерсон Геддікс[en]
- Королівська битва (англ. "Battle Royale") (1999) / Девід Фостер Воллес
- Назавжди вічний[en] (англ. "Forever Free") (1999) / Девід Фостер Воллес
- Крижані люди (англ. "The Ice People") (1999) / Меггі Джі[en]